# August Biskupski
August Biskupski (ur. 28 sierpnia 1878 w Żytynku, zm. wiosną 1940 w Katyniu) – doktor nauk medycznych, pułkownik lekarz Wojska Polskiego, ofiara zbrodni katyńskiej.

## Życiorys
August Biskupski, syn Wiktora i Marii ze Sławoszewskich, urodził się 28 sierpnia 1878 w Żytynku na terytorium ówczesnej guberni wołyńskiej. W 1899 uzyskał dyplom lekarski. Uczestnik wojny rosyjsko-japońskiej, I wojny światowej i wojny z bolszewikami. Służył kolejno w: Szpitalu Ujazdowskim w Warszawie (1919), Szpitalu Okręgowym w Grodnie na stanowisku starszego ordynatora, Szpitalu Okręgowym w Grudziądzu, Szpitalu Rejonowym w Bydgoszczy na stanowisku komendanta (1921), Szpitalu Okręgowym Nr I w Warszawie na stanowisku zastępcy komendanta (1925). 6 sierpnia 1920 został zatwierdzony z dniem 1 kwietnia 1920 w stopniu majora, „w korpusie lekarskim, w grupie byłych Korpusów Wschodnich i byłej armii rosyjskiej”. 3 maja 1922 został zweryfikowany w stopniu podpułkownika ze starszeństwem z dniem 1 czerwca 1919 i 26. lokatą w korpusie oficerów sanitarnych, grupa lekarzy. 1 grudnia 1924 został awansowany na pułkownika ze starszeństwem z dniem 15 sierpnia 1924 i 1. lokatą w korpusie oficerów sanitarnych, grupa lekarzy. Pełniąc służbę w Bydgoszczy pozostawał na ewidencji 8 batalionu sanitarnego, a po przeniesieniu do Warszawy - 1 batalionu sanitarnego. Z dniem 31 stycznia 1930 został przeniesiony ze Szkoły Podchorążych Sanitarnych w stan spoczynku.
W 1936 mieszkał w Warszawie przy ulicy Okrężnej 58 i praktykował, jako lekarz specjalista chirurg Obwodu Leczniczego Nr 3. Ostatnio pracował w Ministerstwie Spraw Wojskowych, jako lekarz Junackich Hufców Pracy. Był żonaty, miał syna Augusta.

W czasie kampanii wrześniowej 1939 w nieznanych okolicznościach dostał się do niewoli radzieckiej. Przebywał w obozie w Kozielsku. Wiosną 1940 został zamordowany przez funkcjonariuszy NKWD w Katyniu i tam pogrzebany w bezimiennej mogile zbiorowej, gdzie od 28 lipca 2000 mieści się oficjalnie Polski Cmentarz Wojenny w Katyniu. W Lesie Katyńskim prowadzone były ekshumacje i prace archeologiczne. W 1943 jego ciało zostało zidentyfikowane w toku ekshumacji prowadzonych przez Niemców pod numerem 1833, a przy zwłokach znaleziono leg. ofic., list i pocztówkę z nadawcą: Maria Biskupska oraz wykaz otrzymanych i wysłanych listów. Figuruje na liście wywózkowej 029/2 z kwietnia 1940.
Postanowieniem nr 112-48-07 Prezydenta RP Lecha Kaczyńskiego z 5 października 2007 został awansowany pośmiertnie do stopnia generała brygady. Awans został ogłoszony 9 listopada 2007 w Warszawie, w trakcie uroczystości „Katyń Pamiętamy – Uczcijmy Pamięć Bohaterów".

## Upamiętnienie
W 2008, w ramach akcji „Katyń... pamiętamy” / „Katyń... Ocalić od zapomnienia”, został posadzony Dąb Pamięci, przy kaplicy parafii Najświętszej Maryi Panny Matki Kościoła, przy ul. Ząbkowskiej w Markach, honorujący Augusta Biskupiego.
Jest jednym z 305 lekarzy pochowanych na Polskim Cmentarzu Wojennym w Katyniu i upamiętnia go tabliczka epitafijna nr 224. 